# Arctic Umiaq Line
Pour les articles homonymes, voir AUL.
L'Arctic Umiaq Line (AUL) est une compagnie maritime groenlandaise créée en 2006 par les autorités danoises, partageant ses origines avec la Royal Greenland et le groupe KNI.
Elle est spécialisée dans le transport de passagers et de véhicules pour les côtes ouest et sud du Groenland.

Villes desservies par la compagnie